# Saccomyces dangeardii
Saccomyces dangeardii är en svampart som beskrevs av Serbinow 1907. Saccomyces dangeardii ingår i släktet Saccomyces och familjen Chytridiaceae.   Inga underarter finns listade i Catalogue of Life.